# 베데커 공습
베데커 공습 또는 베데커 폭격은 1942년 4월과 5월 제2차 세계 대전 기간 동안 루프트바페가 영국에 가한 일련의 도시 폭격이다. 잉글랜드의 마을과 도시들은 사기 저하 작전의 일환으로 문화적 가치 때문에 목표가 되었다.
루프트바페는 1942년 3월 뤼베크 폭격을 시작으로 지역 폭격 지침에 따라 영국 왕립 공군 (RAF)의 지역폭격 공세에 대한 대응으로 이 폭격을 계획했다. 후고 슈페를레의 지휘를 받는 루프트플로테 3의 폭격기들은 대성당, 온천 리조트, 지방관청과 같은 목표물을 공격했다. 목표는 영국 대중의 사기를 저하시키고 RAF가 독일에 대한 공격을 줄이도록 강요하기 위해 "팃포탯" 교환을 시작하는 것이었다. 이 이름은 폭격 목표를 선택하는 데 사용된 독일 관광 가이드북 시리즈인 베데커에서 유래한다.
베데커 공습은 전략적 실패였다. 독일이 영국 도시에 가한 피해는 영국 대공습이나 독일에 대한 RAF 폭격에 비해 미미했으며, 루프트바페는 지속 불가능한 손실을 입었다. 주요 공습으로 1,600명 이상의 민간인이 사망하고 수만 채의 가옥이 파손되었다. 잉글랜드의 마을과 도시들은 그 후 2년 동안 루프트바페에 의해 문화적 가치 때문에 계속 목표가 되었고, 수천 명의 민간인이 추가로 사망했다.

## 배경
1941년 겨울까지 영국과 독일의 전략폭격 캠페인은 모두 침체기에 접어들었다. 독일에 대한 독일군의 공세, 즉 야간 폭격의 9개월 기간인 영국 대공습은 런던과 다른 많은 영국 도시들을 심하게 파괴했다. 영국 대공습은 1941년 5월 루프트바페가 소련 침공에 자원을 우선 배치하면서 끝났다. 그 이후로 영국 해안 마을에 대한 일격이탈 공습에 국한되었다. 한편, 1941년 8월 버트 보고서에서 밝혀진 바와 같이 영국 왕립 공군 (RAF)의 독일에 대한 야간 폭격 공세는 대체로 비효율적인 것으로 나타났으며, 크리스마스 무렵에는 그러한 공격이 대부분 사라졌다.
1942년 3월 뤼베크 폭격으로 RAF 공세가 재개되자, 효과가 현저히 달라졌다. 쇼트 스털링과 핸들리 페이지 핼리팩스와 같은 새로운 중폭격기들이 도입되었고, 이어서 신뢰할 수 없는 아브로 맨체스터에서 개발된 뛰어난 랭커스터가 뒤를 이었다. 지 및 오보와 같은 개선된 항법 시스템은 RAF에 도움이 되었다. 아서 해리스 공군 소장이 영국 왕립 공군 폭격사령부 사령관으로 임명되면서 폭격기 스트림, 소이탄 사용, 특히 지역폭격과 같은 새로운 전술을 통해 독일 도시에 대한 지역 폭격 공격에 대한 열의가 커졌다. 이전에는 RAF가 개별 공장, 발전소, 심지어 우체국까지도 독일 전역에서 여러 차례의 공격으로 정밀 폭격을 시도했지만, 이는 비용이 많이 들고 비효과적이었다. 1940년 11월 루프트바페의 코번트리 폭격을 본받아, RAF는 거주하는 민간인 인구의 주택과 사기를 포함하여 여러 가치 있는 목표가 존재하는 지역에 단일 공격을 집중하기 시작했다.

## 계획
나치 독일의 지도부와 국민은 뤼베크와 다음 달의 로스토크 파괴에 충격을 받았다. 이때까지 그들은 RAF의 폭격 캠페인에 거의 영향을 받지 않았다. 이제 요제프 괴벨스는 "피해가 정말 엄청났다"고 보고했으며 "끔찍하다 ... 영국 공습이 범위와 중요성 면에서 증가했다; 만약 이대로 몇 주 동안 계속될 수 있다면, 인구에 사기 저하 효과를 미칠 수도 있다"고 말했다. 로스토크 폭격 후 그는 "공습 ... 이전보다 더 파괴적이었다. 그곳의 공동체 생활은 사실상 끝났다 ... 일부 지역의 상황은 재앙적이었다 ... 도시의 10분의 7이 파괴되었다 ... 10만 명 이상이 대피해야 했다 ... 사실상 공황 상태였다"고 보고했다.
아돌프 히틀러는 격분하여 루프트바페가 그에 상응하는 보복을 가할 것을 요구했다. 1942년 4월 14일, 그는 "영국에 대한 공중전을 더욱 공격적으로 만들 것을" 명령했다. 따라서 목표를 선택할 때 "민간인 생활에 가능한 한 가장 큰 영향을 미칠 가능성이 있는 목표물에 우선순위를 두어야 한다. 항구와 산업에 대한 공습 외에도 런던 이외의 도시들에 대한 보복적 성격의 테러 공격 [Vergeltungsangriffe]이 수행되어야 한다"고 지시했다.
바스 공습 후 괴벨스는 히틀러가 "영국인들이 테러 공격에 지치고 싫증날 때까지 매일 밤 이러한 공습을 반복할" 의도이며, 그가 "[괴벨스]의 의견에 전적으로 동의하며 문화 센터, 휴양지 및 민간인 센터를 공격해야 한다 ... 영국인들을 정신 차리게 할 다른 방법이 없다. 그들은 이를 먼저 부러뜨려야만 대화할 수 있는 종류의 인간들이다"라고 보고했다.

## 명칭

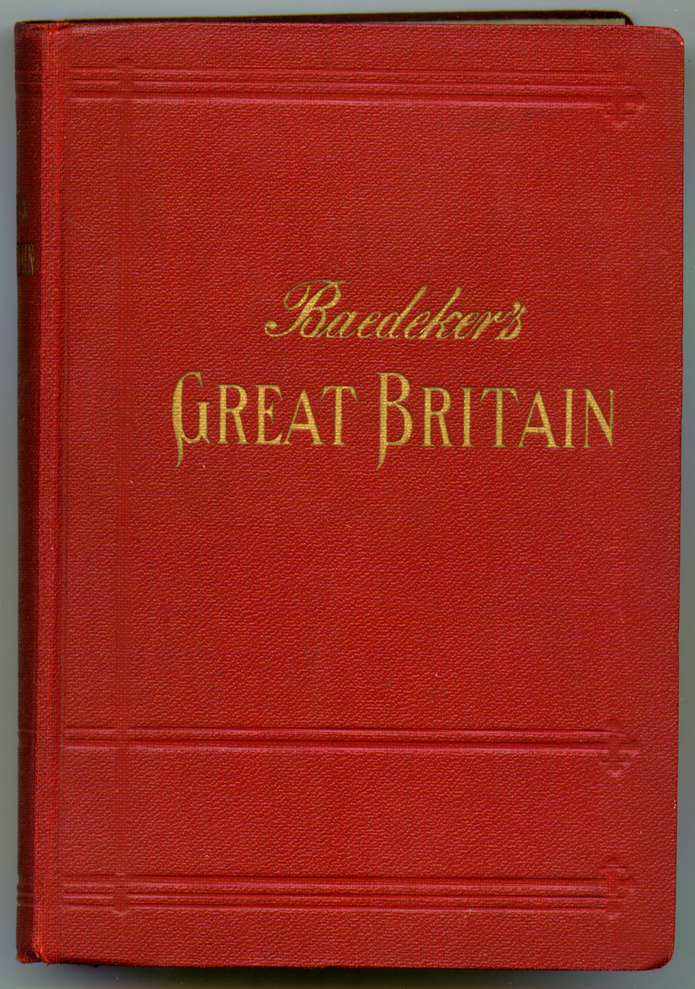
1937년 베데커의 그레이트브리튼섬 안내서

이 공습은 양측에서 "베데커 공습"으로 불렸는데, 이는 독일 선전가의 발언에서 유래했다. 외무청 (독일) 대변인 구스타프 브라운 폰 슈툼은 1942년 4월 24일 "우리는 베데커 가이드에 별 세 개로 표시된 영국 내 모든 건물을 폭격할 것이다"라고 말했다고 전해진다. 이는 인기 있는 독일 여행 가이드인 베데커 가이드를 언급한 것이다. 괴벨스는 격분하여 영국 공격을 "테러 폭격"이라고 낙인찍는 데 열중했으며, 독일의 노력 또한 "보복 조치"로 지정하는 데 마찬가지로 열중했다. 슈툼의 즉흥적인 발언은 "독일군이 문화적, 역사적 목표를 노리고 있음을 효과적으로 인정하는 것이었는데, 이는 독일 지도부가 원하지 않는 일이었고, 괴벨스는 이런 일이 다시는 발생하지 않도록 조치를 취했다."
영국 경제 전쟁부는 1943년 슈툼의 발언을 인용하여 독일 내 폭격 목표에 대한 체계적인 분석인 폭격기의 베데커를 발행했다. 1944년에는 두 번째 판이 나왔다.

## 공습

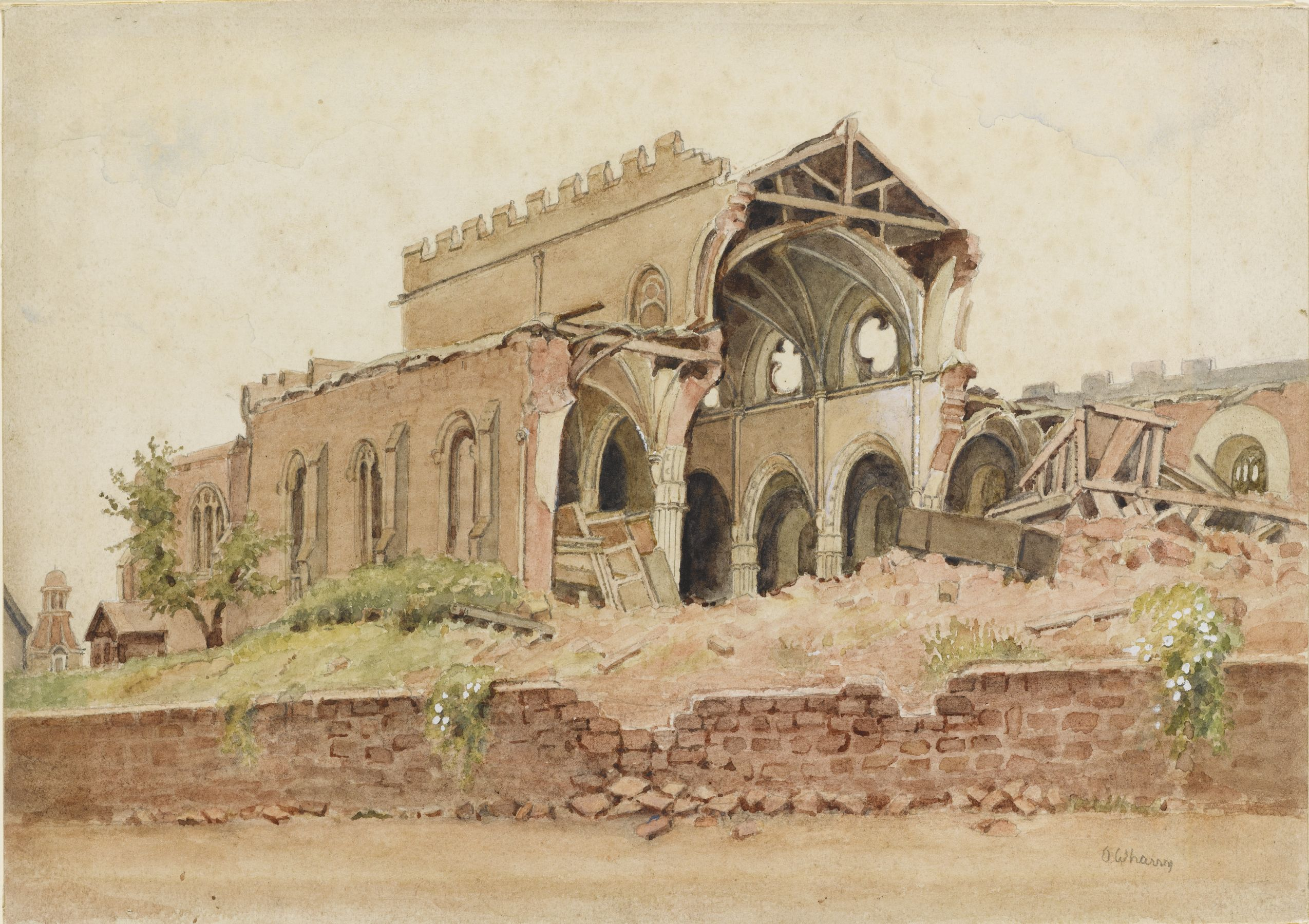
올리브 휘리가 1942년경 그린 엑서터의 세인트 시드웰 교회 수채화, 영국 대공습 이후. 1942년 5월 4일 새벽, 250kg (550파운드) 폭탄이 세인트 시드웰 교회에 직격했다. 교회 탑은 그대로 남아 있었지만 너무 심하게 파손되어 곧 철거되었다. 그 자리에 새로운 교회가 지어졌다.

공격 수행 임무는 루프트플로테 3의 폭격기 부대인 KG 2와 KG 6에 주어졌으며, 이들은 이전의 Küstenfliegergruppe 106 해상 항공 그룹에서 결성되었고, I./KG 100의 선도기들이 이끌었다. 각 공습에는 30대에서 40대의 항공기가 참여했으며, 효과를 높이기 위해 매일 밤 두 번의 출격을 할 계획이었다. 각 공습은 60분에서 90분 동안 두 차례 진행되었으며, 두세 시간의 간격을 두었다.
베데커 공습의 첫 번째 공습인 엑서터 폭격은 성 게오르기우스의 날, 1942년 4월 23일/24일 밤, 역사적인 건물의 엄청난 유산을 가진 데번주의 고대 주도인 엑서터를 목표로 했다. 이 공습은 거의 피해를 주지 않았지만, 다음 날 밤의 두 번째 공습은 더 심각하여 80명 이상의 사망자가 발생했다. 4월 25일/26일 밤과 26일/27일 밤에는 폭격기가 바스 폭격을 감행하여 바스에 광범위한 피해와 약 400명의 사상자를 발생시켰다. 이 공습은 뤼베크 공습 한 달 후에 일어났으며 RAF의 로스토크에 대한 4박 공세와 동시에 이루어졌다. 4월 27일/28일, 루프트바페는 노리치를 공격하여 90 미터톤 이상의 폭탄을 투하하고 67명의 사망자를 냈다. 4월 28일/29일, 그들은 요크를 공격하여 제한적인 피해를 입혔지만 79명의 사망자를 냈다.

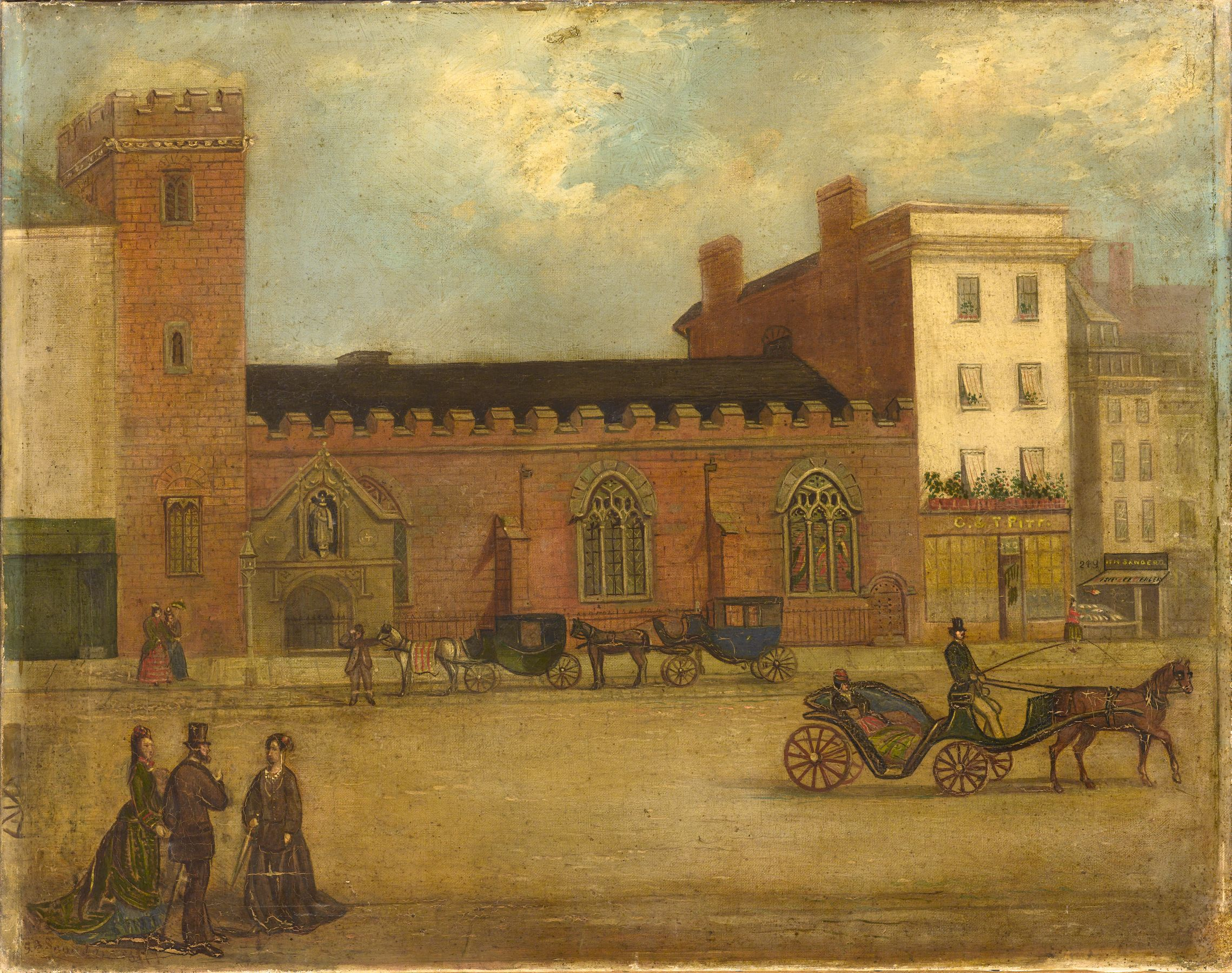
작자 미상의 그림, 엑서터의 세인트 로렌스 교회. 이 그림은 엑서터의 하이 스트리트를 묘사한다. 세인트 로렌스 교회는 배경에 있다. 13세기 이전에 지어진 세인트 로렌스 교회는 1942년 5월 4일에 파괴되었다.

5월 3일/4일 밤, 루프트바페는 엑서터로 돌아와 도시 중심부에 큰 피해를 입혔고, 엑서터 대성당 남쪽에도 상당한 피해를 입혔으며, 164명이 사망했다. 다음 날 밤 그들은 아일오브와이트주의 카우스를 공격했는데, 그곳은 J. Samuel White 조선소가 있는 문화적 및 군사적 가치가 있는 목표였다. 5월 8일/9일, 노리치가 다시 공격당했지만, 70대 이상의 항공기가 참여했음에도 불구하고 공습은 비효과적이었다. 5월 동안 루프트바페는 또한 헐 (주요 항구이자 군사 목표), 풀 (잉글랜드), 그림즈비를 폭격했으며, 5월 말에는 캔터베리를 폭격했다. 이 공습은 RAF의 첫 번째 천 대 폭격기 공습과 동시에 쾰른에 가해졌으며, 77대의 폭격기가 40톤의 폭탄을 투하하여 43명의 사망자를 냈다.
이 기간의 모든 공습에서 총 1,637명의 민간인이 사망하고 1,760명이 부상을 입었으며, 50,000채 이상의 가옥이 파괴되었다. 요크의 길드홀과 바스 어셈블리 룸을 포함하여 일부 유명한 건물들이 파괴되거나 손상되었지만, 전반적으로 대부분은 무사했다 – 노리치 대성당, 캔터베리 대성당, 요크 민스터를 포함하여. 엑서터 대성당은 5월 4일 새벽에 공격당하여 남쪽의 성 야고보 예배당이 완전히 파괴되었고, 남쪽 성가대 통로에 상당한 피해를 입었다.
4월 27일, 윈스턴 처칠은 전시 내각에 정부가 "이 공습에 대해 불균형적인 홍보가 이루어지지 않도록" 그리고 "독일군이 영국 공습에 대해 완전한 보복을 하고 있다는 인상을 주지 않도록" 최선을 다해야 한다고 말했다.

## 영향
베데커 공습은 독일에 대한 전략적 실패였다. 루프트바페는 최소한의 피해와 영국 대중의 사기 저하를 위해 막대한 손실을 입었다. 추축국이 북아프리카 전역과 동부 전선에서 증원군을 필요로 했기 때문에, 추가 작전은 포케불프 Fw 190 전투폭격기에 의한 해안 도시에 대한 간헐적인 일격이탈 공습으로 규모가 축소될 수밖에 없었다. "베데커 공습"이라는 용어는 때때로 1942년 4월과 5월에 엑서터, 바스, 캔터베리, 노리치, 요크의 5개 도시에 대한 공습으로 한정되지만, 루프트바페는 그 후 2년 동안 문화적 가치를 지닌 도시들을 계속 목표로 삼았다.

### 계속된 공습
1942년 6월, 그들은 입스위치, 풀, 캔터베리를 다시 공격했고, 사우샘프턴 (항구 목표), 노리치, 그리고 웨스턴슈퍼메어를 공격했다. 7월에는 버밍엄에 세 번, 미들즈브러에 세 번, 헐에 한 번의 공습이 있었는데, 이들은 모두 군사적, 전략적 가치가 있는 산업 도시였다. 8월에는 독일군이 "베데커" 목표인 노리치, 스완지, 콜체스터, 입스위치로 돌아왔다.
9월에는 항구이자 산업 중심지인 선덜랜드와 군사적 가치가 없는 시장 도시인 킹스린을 공격했다. 이 모든 공습은 4월과 5월의 공습보다 강도가 약했으며, 각각 약 20대의 항공기가 참여했다. 이는 RAF의 야간 전투기 방어 시스템이 개선되고 독일군 사상자가 증가하면서 독일군이 꾸준히 증가하는 손실을 입었기 때문이다. 가을까지 KG 2는 88명의 승무원 중 65명을 잃었고 공세는 중단되었다. 압력을 계속 가할 새로운 방법을 찾기 위해 루프트바페는 저고도 및 초고고도 공격을 실험했다. 1942년 8월, 두 대의 개조된 융커스 Ju 86P 폭격기가 남부 잉글랜드 상공에서 고고도 비행을 했다. 이들은 몇 주 동안 아무런 방해 없이 작전했으며, 8월 28일 브리스틀에 대한 한 차례 공습으로 48명이 사망했다. 이 비행은 RAF가 유사하게 개조된 슈퍼마린 스피트파이어 편대를 배치하고 전쟁 중 가장 높은 공중전에서 이 폭격기 중 하나를 격추하면서 중단되었다.
1942년 10월 31일, 30대의 독일 전투폭격기가 60대의 전투기의 호위를 받아 캔터베리에 저고도 공격을 감행하여 28개의 폭탄을 도시에 투하하고 30명의 사망자를 냈다. 공격 항공기 중 3대가 격추되었다.
1942년 말까지 이 공습으로 3,236명이 사망하고 4,148명이 부상당했다. 그러나 서부 전선에서 루프트바페의 전력은 고갈된 반면, RAF는 꾸준히 강해져 독일 본토에 200대 이상의 항공기로 정기적으로 공습을 감행했다.
1943년 서부의 루프트바페는 활력을 되찾았고 루프트플로테 3는 병력을 보충했다. 1월에 KG 2는 60대의 도르니에 Do 217 폭격기를, KG 6는 같은 수의 융커스 Ju 88을 보유했다. 이들은 Fw 190 전투폭격기로 구성된 고속 폭격기 편대인 SKG 10으로 강화되었다. 이들은 공세를 재개했다. 1943년 1월 17일/18일 런던을 공습했고, 1월 20일에는 런던에 저고도 공격을 가했다. 2월의 소강상태 이후 3월에 다시 공격이 시작되어 178명이 사망한 베스널 그린 지하철 참사가 발생했다. 한 해 동안 다양한 목표에 대한 공습이 이루어졌다. 일부는 전략적 가치(사우샘프턴, 플리머스, 포츠머스, 헐, 선덜랜드, 뉴캐슬어폰타인)를 가졌고, 다른 일부는 가치가 거의 없거나 전혀 없었다(이스트본, 헤이스팅스 (이스트서식스주), 메이드스톤, 첼트넘, 첼름스퍼드, 본머스, 링컨 (링컨셔주)). 다시 새로운 전술이 시도되었다. 1943년 6월 그림즈비 공습에서는 시한 폭발 대인 "나비 폭탄"이 사용되어 163명의 민간인 사상자를 냈는데, 대부분은 공습 경보 해제 후 집으로 돌아온 사람들이 이 폭탄에 의해 피해를 입었다.

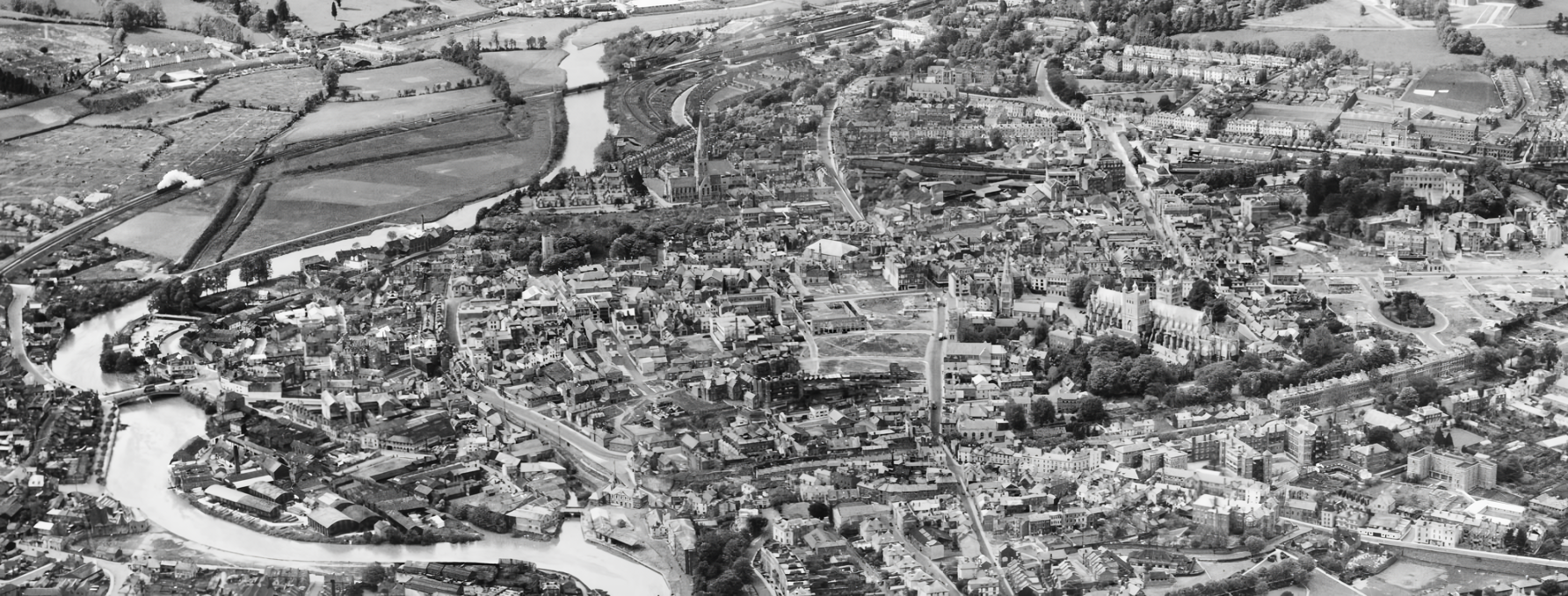
1940년대 후반의 엑서터

1943년 11월, RAF와 미국 육군 항공대의 함부르크 폭격과 "윈도우" 레이더 대응의 첫 사용 이후, 루프트바페는 그들만의 동등한 장비인 뒤펠을 사용하여 노리치를 공습할 수 있었다. 영국 레이더가 무력화되었음에도 불구하고 공습은 거의 피해를 주지 않았다. 숙련된 인력의 지속적인 손실로 인해 독일 승무원은 점차 경험 없는 교체 인력으로 채워졌고, 이에 따라 효과도 떨어졌다. 1943년 말까지 루프트바페는 20여 차례의 공습을 감행했으며, 이 기간 동안 10톤 이상의 폭탄이 투하되어 연간 총 2,320톤에 달했다. 체르웰 경의 보고서에 따르면 이로 인해 2,372명이 사망하고 3,450명이 부상당했다. 이 보고서는 이를 RAF가 한 해 동안 총 136,000톤을 투하한 것과 대조하며, 보고서가 발간된 같은 주에 베를린에 대한 단일 공습에서 2,480톤이 투하되어 독일군 전체의 노력보다 많았다고 지적했다. 보고서는 이 공습이 해안선 또는 해안선 근처의 도시에 국한되었으며, 폭격으로 인한 화재는 국립 소방대가 처리한 모든 사건 중 30분의 1에 불과했다고 지적했다.
베데커식 공습은 비효과적이며 지속 불가능한 손실을 아무런 물질적 이득 없이 입고 있다는 사실을 독일군이 깨달으면서 1944년에 끝났다. 1944년 1월, 보복을 위한 주요 목표가 런던으로 바뀌었다. 루프트바페는 1월 21일 서부에서 사용 가능한 모든 폭격기 전력을 동원하여 런던에 대한 전면 공격인 슈타인복 작전을 감행했다. 이 역시 큰 실패였으며, 적은 이득에 비해 막대한 손실을 입었다. 이후 노력은 독일군이 연합군의 프랑스 침공에 사용될 것으로 의심했던 항구로 재조정되었고, 런던에 대한 공격은 독일의 V-무기의 영역이 되었다.

## 같이 보기
- 제2차 세계 대전 중 전략폭격
- 다이버 작전
- 기젤라 작전

## 내용주
1. ↑  Hastings, 106–122쪽, chap. IV.
2. ↑  Terraine, 292–294쪽.
3. ↑  Hastings, 146–148쪽.
4. ↑  Terraine, 472–478쪽.
5. ↑  Terraine, 477쪽.
6. ↑  Terraine, 480쪽.
7. 1 2 3  Price, 132쪽.
8. ↑  Terraine, 479쪽.
9. ↑  Grayling, 51쪽.
10. 1 2  Rothnie, 131쪽.
11. ↑  The Argus 1943, 2쪽.
12. ↑  Enemy Branch 1944.
13. ↑  Michael Holm's "The Luftwaffe, 1939–1945" entry for Ku.Fl.Gr 106
14. 1 2  Rothnie, 141쪽.
15. 1 2  Grayling, 52쪽.
16. ↑  Gilbert, 319쪽.
17. ↑  Price, 136쪽.
18. ↑  Price, 140쪽.
19. ↑  Price, 142쪽.
20. ↑  Price, 143쪽.
21. ↑  Hastings, 196–222쪽, chap. VIII.
22. ↑  Terraine, 513–519쪽.
23. ↑  Price, 147쪽.
24. ↑  Price, 152쪽.
25. 1 2  Price, 157쪽.

## 더 읽어보기
- BBC 뉴스: 가이드북에 의해 폭격; 2012년 2월 검색
- BBC: 인민 전쟁; 2012년 2월 검색
- 바스 공습 웹사이트; 2012년 2월 검색
- 요크 공습; 2012년 2월 검색